# Generalgouverneur von Taiwan

Siegel des Generalgouverneurs

Der Generalgouverneur von Taiwan (jap. 台湾総督 Taiwan Sōtoku) war der höchste japanische Beamte zur Zeit der japanischen Herrschaft auf Taiwan von 1895 bis 1945. Er hatte seinen Sitz in Taihoku (Taipeh) und war direkt der Zentralregierung in Tokio unterstellt. Innerhalb der Kolonie verfügte er über weitreichende Machtbefugnisse.

## Geschichte

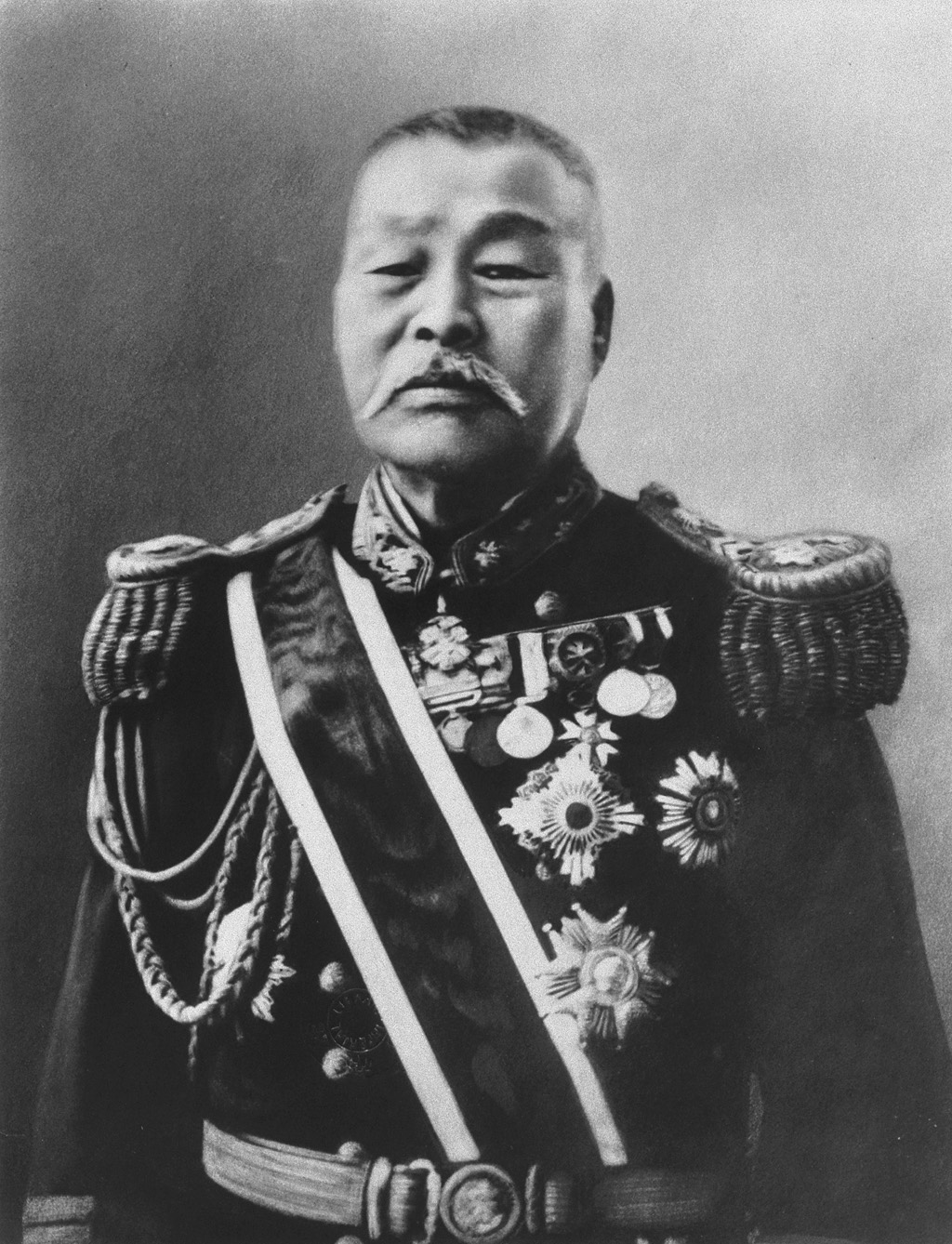
Kabayama Sukenori, erster Generalgouverneur von Taiwan.

Nach der Abtretung der Insel Taiwan durch das Chinesische Kaiserreich an das Japanische Kaiserreich durch den Vertrag von Shimonoseki infolge des Ersten Japanisch-Chinesischen Krieges ernannte die japanische Regierung den Admiral Kabayama Sukenori am 10. Mai 1895 zum ersten Generalgouverneur Taiwans. Am 31. März 1896 verabschiedete das japanische Parlament ein Gesetz, das dem Generalgouverneur von Taiwan weitreichende Machtbefugnisse einräumte, indem es ihm neben der exekutiven Gewalt auch das Recht zusprach, Gesetze für die Kolonie zu erlassen und in die Rechtsprechung einzugreifen. Dieses nach seiner Nummer zumeist als „Gesetz 63“ bezeichnete Gesetz gab dem Generalgouverneur, der allein der japanischen Zentralregierung verantwortlich war, auf der Insel quasi-diktatorische Macht.

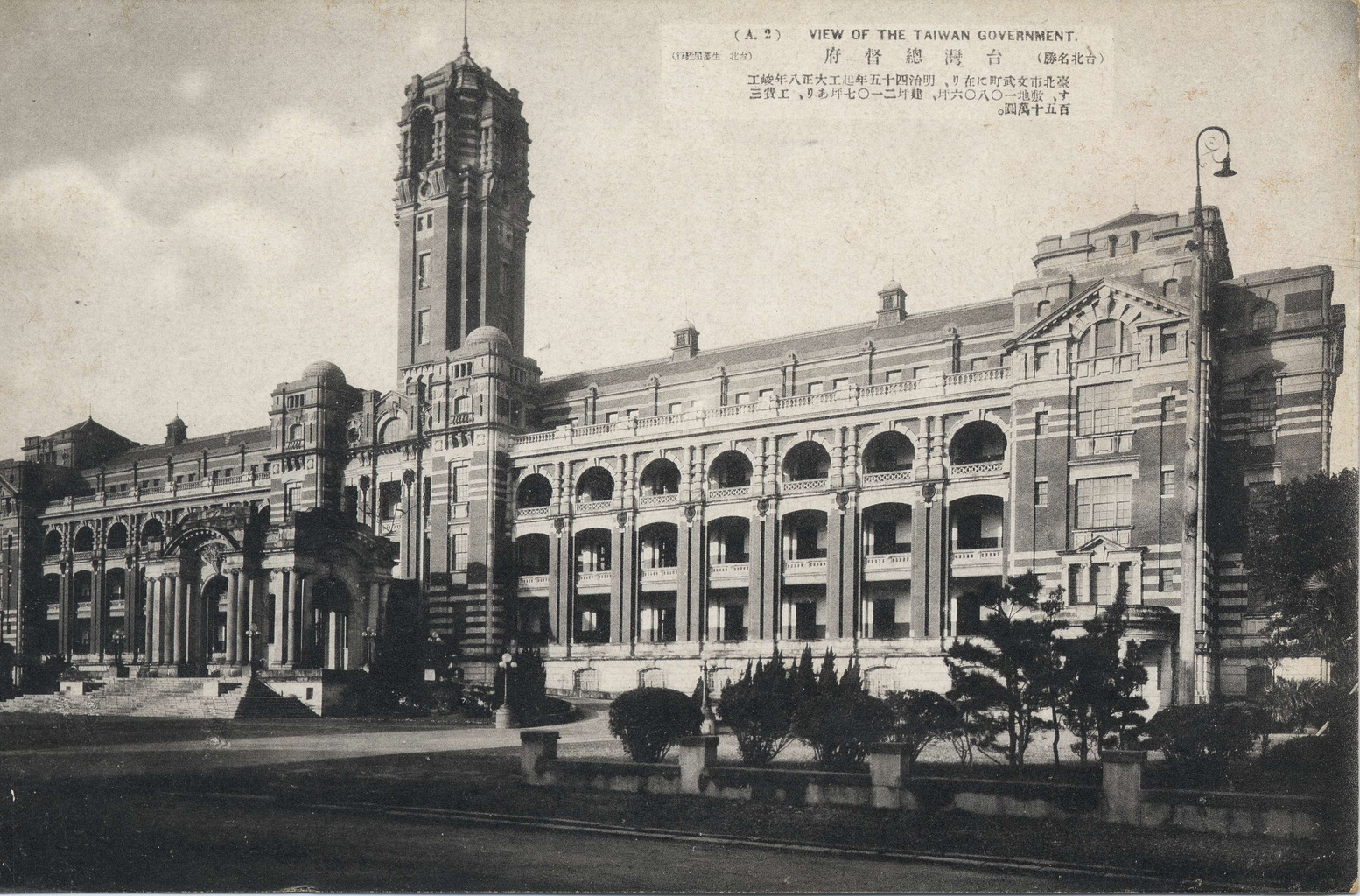
Der 1919 fertiggestellte Gouverneurspalast in Taihoku, der heute als Präsidentenpalast der Republik China dient.

Das zunächst nur auf drei Jahre befristete „Gesetz 63“ wurde mehrfach verlängert; auch ernannte die Regierung bis 1919 ausschließlich Militärs zu Generalgouverneuren. Beide Maßnahmen können als Reaktion auf den Umstand gesehen werden, dass es auf Taiwan zu Anfang der japanischen Herrschaft immer wieder zu Unruhen und Aufständen kam.
Nach der weitgehenden Befriedung der Insel wurde während der liberalen Phase Japans (Taishō-Demokratie) das Amt des Generalgouverneurs zwischen 1919 und 1936 durchgehend von Zivilpersonen, meist Angehörigen des japanischen Oberhauses, besetzt. Zudem wurden die Befugnisse des Generalgouverneurs ab 1922 reduziert und die in Japan selbst geltenden Gesetze zunehmend auch auf Taiwan übertragen. Ab 1923 galten die meisten Bestimmungen der japanischen Zivil- und Handelsgesetzgebung auch in Taiwan, 1924 folgte die Strafprozessordnung. Den Bewohnern Taiwans wurden, allerdings nur in sehr beschränktem Umfang, Mitbestimmungsrechte auf lokaler Ebene eingeräumt. Zur Einrichtung eines taiwanischen Parlaments, für das sich taiwanische Bürgerbewegungen zwischen 1921 und 1934 engagierten, kam es nicht.

Im Zuge der Entdemokratisierung im Mutterland und angesichts des sich abzeichnenden Krieges mit China wurden ab 1936 wieder Militärs auf den Posten des Generalgouverneurs berufen. Nach der Kapitulation Japans und dem Ende des Pazifikkriegs übergab der letzte japanische Generalgouverneur Andō Rikichi am 25. Oktober 1945 Taiwan formell an Chen Yi als Vertreter der Republik China, wodurch die Insel wieder unter chinesische Herrschaft kam.

## Liste der Gouverneure
| Nr. | Name                 | Kanji        | Hintergrund                                                                            | Amtszeit                              |
| --- | -------------------- | ------------ | -------------------------------------------------------------------------------------- | ------------------------------------- |
| 01  | Kabayama Sukenori    | 樺山資紀     | Admiral (Kaiserlich Japanische Marine)                                                 | 10. Mai 1895 – 2. Juni 1896           |
| 02  | Katsura Tarō         | 桂太郎       | Generalleutnant (Kaiserlich Japanische Armee)                                          | 2. Juni 1896 – 14. Oktober 1896       |
| 03  | Nogi Maresuke        | 乃木希典     | Generalleutnant (Kaiserlich Japanische Armee)                                          | 14. Oktober 1896 – 26. Februar 1898   |
| 04  | Kodama Gentarō       | 兒玉源太郎   | Generalleutnant (Kaiserlich Japanische Armee)                                          | 26. Februar 1898 – 11. April 1906     |
| 05  | Sakuma Samata        | 佐久間左馬太 | General (Kaiserlich Japanische Armee)                                                  | 11. April 1906 – 1. Mai 1915          |
| 06  | Andō Teibi           | 安東貞美     | General (Kaiserlich Japanische Armee)                                                  | 1. Mai 1915 – 6. Juni 1918            |
| 07  | Akashi Motojirō      | 明石元二郎   | Generalleutnant (Kaiserlich Japanische Armee)                                          | 6. Juni 1918 – 24. Oktober 1919       |
| 08  | Den Kenjirō          | 田健治郎     | Mitglied des Kabinetts Terauchi                                                        | 29. Oktober 1919 – 2. September 1923  |
| 09  | Uchida Kakichi       | 內田嘉吉     | Mitglied des japanischen Oberhauses                                                    | 6. September 1923 – 1. September 1924 |
| 10  | Izawa Takio          | 伊澤多喜男   | Mitglied des japanischen Oberhauses                                                    | 1. September 1924 – 16. Juli 1926     |
| 11  | Kamiyama Mitsunoshin | 上山滿之進   | Mitglied des japanischen Oberhauses                                                    | 16. Juli 1926 – 16. Juni 1928         |
| 12  | Kawamura Takeji      | 川村竹治     | Mitglied des japanischen Oberhauses                                                    | 16. Juni 1928 – 30. Juli 1929         |
| 13  | Ishizuka Eizō        | 石塚英藏     | Mitglied des japanischen Oberhauses                                                    | 30. Juli 1929 – 16. Januar 1931       |
| 14  | Ōta Masahiro         | 太田政弘     | Direktor des Pachtgebiets Kwantung                                                     | 16. Januar 1931 – 2. März 1932        |
| 15  | Minami Hiroshi       | 南弘         | Mitglied des japanischen Oberhauses                                                    | 2. März 1932 – 26. Mai 1932           |
| 16  | Nakagawa Kenzō       | 中川健蔵     | Staatssekretär im Ministerium für Bildung, Kultur, Sport, Wissenschaft und Technologie | 26. Mai 1932 – 2. September 1936      |
| 17  | Kobayashi Seizō      | 小林躋造     | Admiral (Kaiserlich Japanische Marine)                                                 | 2. September 1936 – 27. November 1940 |
| 18  | Hasegawa Kiyoshi     | 長谷川清     | Admiral (Kaiserlich Japanische Marine)                                                 | 27. November 1940 – 30. Dezember 1944 |
| 19  | Andō Rikichi         | 安藤利吉     | General (Kaiserlich Japanische Armee)                                                  | 30. Dezember 1944 – 25. Oktober 1945  |